# Monseñor Eyzaguirre (métro de Santiago)
Monseñor Eyzaguirre est une station de la ligne 3 du métro de Santiago, située dans la commune de Ñuñoa.

## Situation
Elle se situe entre Irarrázaval à l'ouest, en direction de Los Libertadores, et Ñuñoa à l'est, en direction de Fernando Castillo Velasco.
Elle est établie sous l'intersection des avenues Irarrázaval et Manuel Montt.

## Historique
La station est ouverte le 22 janvier 2019, lors de la mise en service de la ligne 3.

## Dénomination
La station tire son nom de sa proximité avec la rue Monseñor Eyzaguirre. Cette dernière porte le nom de José Ignacio Eyzaguirre Portales (es), historien et ecclésiastique chilien.
Le pictogramme de la station fait directement référence à Eyzaguirre en présentant des éléments caractéristiques des professions de prêtre et d'historien comme une plume d'écriture, une croix et un livre.

## Service des voyageurs
La station possède un unique accès équipé d'un ascenseur.